# Iosif Chișinevschi
Iosif Chișinevschi sau Kișinevski (născut Jakob Roitman; n. 23 decembrie 1905, Bălți, Basarabia, Imperiul Rus – d. 1963, București, România) a fost un militant și demnitar comunist român, de origine evreu rus. Când s-a căsătorit, a luat numele soției sale Liuba Chișinevschi, ulterior președintă a Femeilor Române Antifasciste, membră în Prezidiul Marii Adunări Naționale, vicepreședintă a Comisiei Controlui de Partid și o apropiată a Anei Pauker.
Iosif Chișinevschi a fost vicepreședinte al Consiliului de Miniștri al României și membru al Comitetului Central al Partidului Comunist Român (acronim PCR).

## Biografie
S-a născut într-o familie de evrei săraci din Bălți, pe atunci în Imperiul Rus, având la naștere numele de Jakob Roitman. Din cauza sărăciei s-a lăsat de școală, fiind autodidact.
A fost membru al PCR din 1928, intrând în mișcarea revoluționară din Basarabia. A fost arestat, apoi, după eliberare, s-a stabilit în 1930 în URSS. A urmat cursurile faimoasei școli leniniste și a participat la Congresul al V-lea al PCR, ținut în Rusia în decembrie 1931. S-a întors ulterior în România, unde, la instrucțiunile Moscovei, a ajutat la organizarea departamentului Agitprop. În perioada interbelică, a fost unul dintre cei care au orientat Partidul Comunist Român spre Stalinism, fiind un devotat cominternist. Arestat în 1940, și-a petrecut anii războiului în închisoarea Caransebeș și în lagărul de la Târgu-Jiu, timp în care a fost unul dintre cei mai apropiați de Gheorghiu-Dej.
În 1945 devine membru al CC al PCR, iar din 1948 intră în Biroul Politic. Un marcant oportunist, a participat din această funcție, în ciuda originii sale, la persecutarea evreilor sioniști.  Între 1952-1955 a fost secretar cu propaganda și cultura al CC al PCR (PMR). În anul 1954 devine prim-vicepreședinte al Consiliului de Miniștri (până în 3 octombrie 1955). Împreună cu Miron Constantinescu, Chișinevschi a încercat scoaterea din funcția de prim-secretar al partidului al lui Gheorghe Gheorghiu-Dej. Dar dintre membrii Biroului Politic cei doi au reușit să câștige doar susținerea lui Constantin Pârvulescu, nu și a lui Alexandru Moghioroș, și au eșuat. Au fost excluși din conducerea partidului cu ocazia Plenarei din 28 iunie - 3 iulie 1957. În 1960 Iosif Chișinevschi nu a mai fost ales în CC al PCR.

## Raportul Tismăneanu
Raportul Comisiei Prezidențiale pentru Analiza Dictaturii Comuniste din România îl descrie ca pe „un intrigant desăvârșit și oportunist, servil până la lingușire în relațiile cu superiorii”, iar pe de cealaltă parte „răzbunător și despotic față de subordonați”. Același raport afirmă despre el că „reprezenta stalinismul perfect” și că era „devotat necondiționat URSS”. Din 1944 și până în 1957 a fost ideolog și propagandist șef al PCR, iar ca secretar cu propaganda și cultura „vorbea românește cu greșeli de sintaxă și un puternic accent străin”. În această funcție a acționat ca protector al grupului de „aparatcici necultivați, închistați și agresivi” care preluaseră controlul asupra vieții spirituale din România.

## Distincții
- Medalia „A cincea aniversare a Republicii Populare Române” (24 decembrie 1952) „pentru lupta și munca duse în vederea făuririi, consolidării și prosperării Republicii Populare Române”[5]
- titlul de Erou al Muncii Socialiste din Republica Populară Romînă (10 decembrie 1955) „cu prilejul împlinirii a 50 ani de la naștere, pentru îndelungată și rodnică activitate în mișcarea revoluționară și pentru merite deosebite în făurirea și întărirea statului democrat-popular”[6]